# Muhammad Emin Er

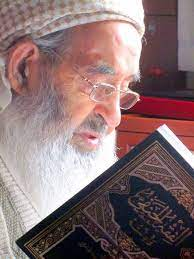
Muhammad Emin Er

Muhammad Emin Er (c. 1914 - 27 de junio de 2013) fue un erudito islámico formado en la tradición otomana y antiguo alumno de Bediüzzaman Said Nursî. Nació en la provincia otomana de Diyarbakir.
Publicó un gran número de libros en árabe, centrándose en las disciplinas básicas dentro de la lingüística árabe (como la morfología, la sintaxis y la lógica), así como las disciplinas más avanzadas (como la ley islámica, especialmente en relación con la psicología espiritual, o el sufismo). En su momento declaró que un objetivo importante de su beca es adaptar las ciencias religiosas tradicionales del Islam a las necesidades y preocupaciones de hoy en día.
Es conocido por declaraciones relativas a la compatibilidad del pensamiento islámico con las enseñanzas de la tradición judeocristiana, en particular, que el rigor de emulación de la vida del Profeta Mahoma necesariamente conduce al creyente a la emulación de Jesús y Moisés.